# Скрудляк
Скрудляк (пол. Skrudlak) — гірський потік в Польщі, у Лімановському повіті Малопольського воєводства. Права притока Совліни, (басейн Балтійського моря).

## Опис
Довжина потоку 5 км, падіння потоку 272  м, похил потоку 54,40  м/км, найкоротша відстань між витоком і гирлом — 4,65  км, коефіцієнт звивистості потоку — 1,08 . Формується багатьма безіменними гірськими потоками та частково каналізована. Потік тече у Бескиді Висповому.

## Розташування
Бере початок на північно-східних схилах гори Лисої (781 м) на висоті 622 м над рівнем моря у населеному пункті Під Копчувка (село Мордарка). Тече переважно на північний захід через Совліни (частина міста Ліманова) і впадає у річку Совліну, праву притоку Лососіни.

## Цікаві факти
- У місті Ліманов річку перетинає дорога № 965 місцевого значення.
- Понад річкою пролягають туристичні шляхи, яки на мапі туристичній значаться кольором: зеленим (Лососіна-Гурна — Дзелець (628 м) — Гронь (743 м) — Сарчин (762 м); синім (Ліманова — Вейська (716 м) — Лиса (781 м) — Під Копчувка).[3]